# Háje
Háje (německy Haj) jsou městská čtvrť a katastrální území na východě městské části Praha 11, kterou tvoří společně s Chodovem.

## Charakter Hájů
Dřívější malá vesnička byla k Praze připojena v roce 1968. Od té doby se její počet obyvatel, vlivem výstavby komplexu sídliště Jižní Město, zvýšil z několik stovek na řádově desetitisíce obyvatel. Hustota zalidnění na Hájích je vyšší než u sousedního Chodova. Počet obyvatel Hájů se i přes velké  přírůstky v 70. letech 20. století neustále zvyšuje.

## Historie Hájů

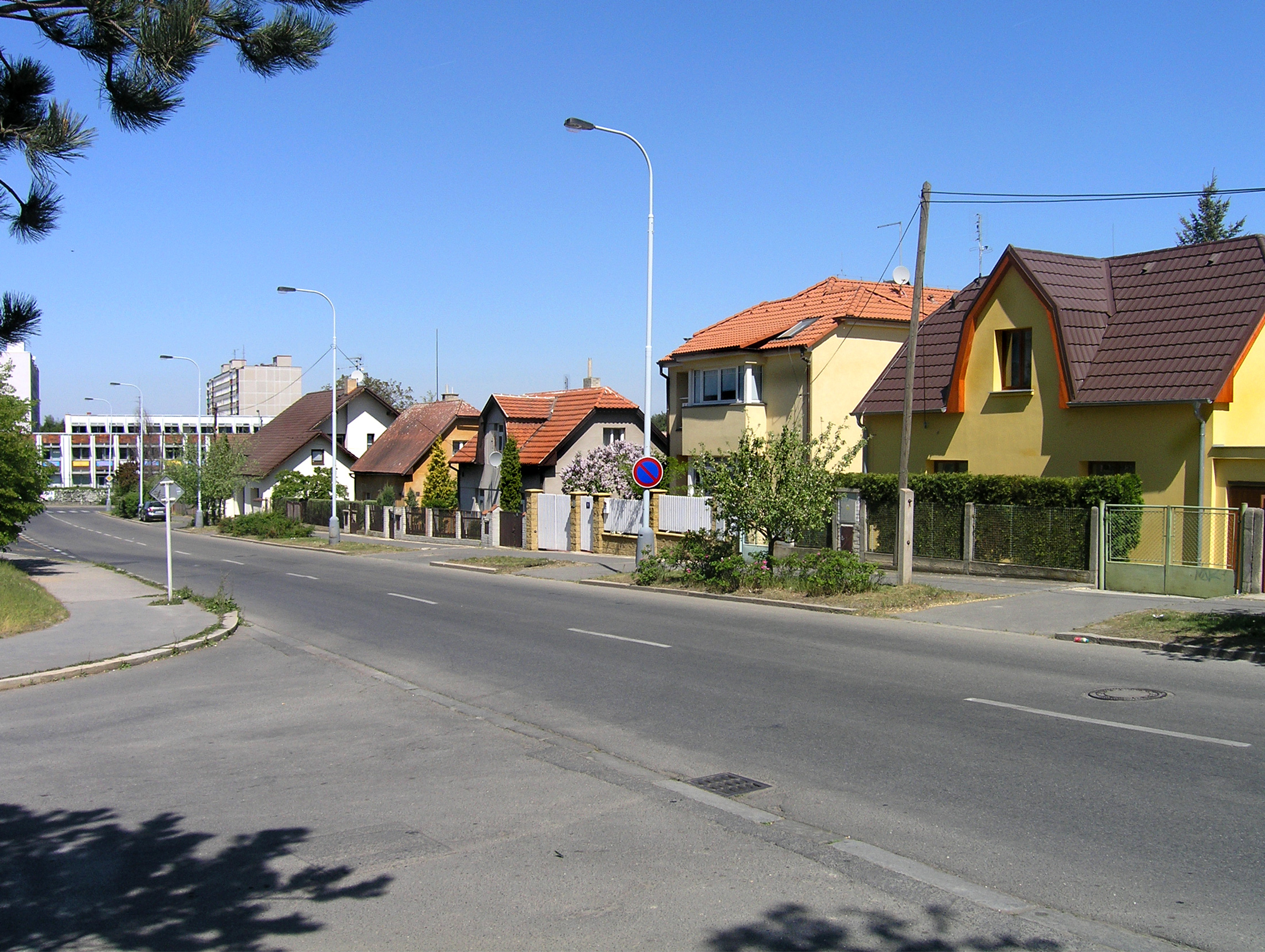
Původní vilová zástavba Hájů

Háje (dříve Malý Hostivař a Háj) byly na české poměry velmi mladou vesnicí. Ještě v roce 1720 byl na jejich území les. Teprve až koncem 18. století je na vojenských mapách zobrazena osada Malý Hostivař, druhé vojenské mapování osadu označuje Haj. Vazba byla u Hájů kdysi silnější na Hostivař než na bližší Chodov. V Hostivaři měli obyvatelé poštu, nádraží a faru. V roce 1841 byla na Hájích vystavěna jediná zbylá památka – malá kaplička sv. Jana Nepomuckého.
V roce 1922 se Hostivař stala součástí Prahy, ale jeho tehdejší části Háje a Milíčov se jimi nestaly. Naopak se osamostatnily a vytvořily novou obec.
V roce 1967 Háje o samostatnost přišly, byly připojeny k Chodovu, nicméně již roku 1968 byly i s Chodovem připojeny k Praze. V roce 1971 se na hájském katastru začalo stavět sídliště Jižní Město I, a to jeho nejstarší část v oblasti Plickovy ulice. Velká část Hájů byla zbourána a původní komunikace zanikly. Sídliště Jižní Město I bylo na Hájích dostavěno do konce 70. let.

## Následné zahušťování území
Milíčovský Háj je obytný soubor s více než 40 bytovými domy s nulovou občanskou vybaveností. Leží v těsném sousedství Milíčovského lesa a Milíčovského vrchu. V roce 2012 byla dokončena první etapa těchto staveb,  vyhodnocena pak byla jako stavba roku.

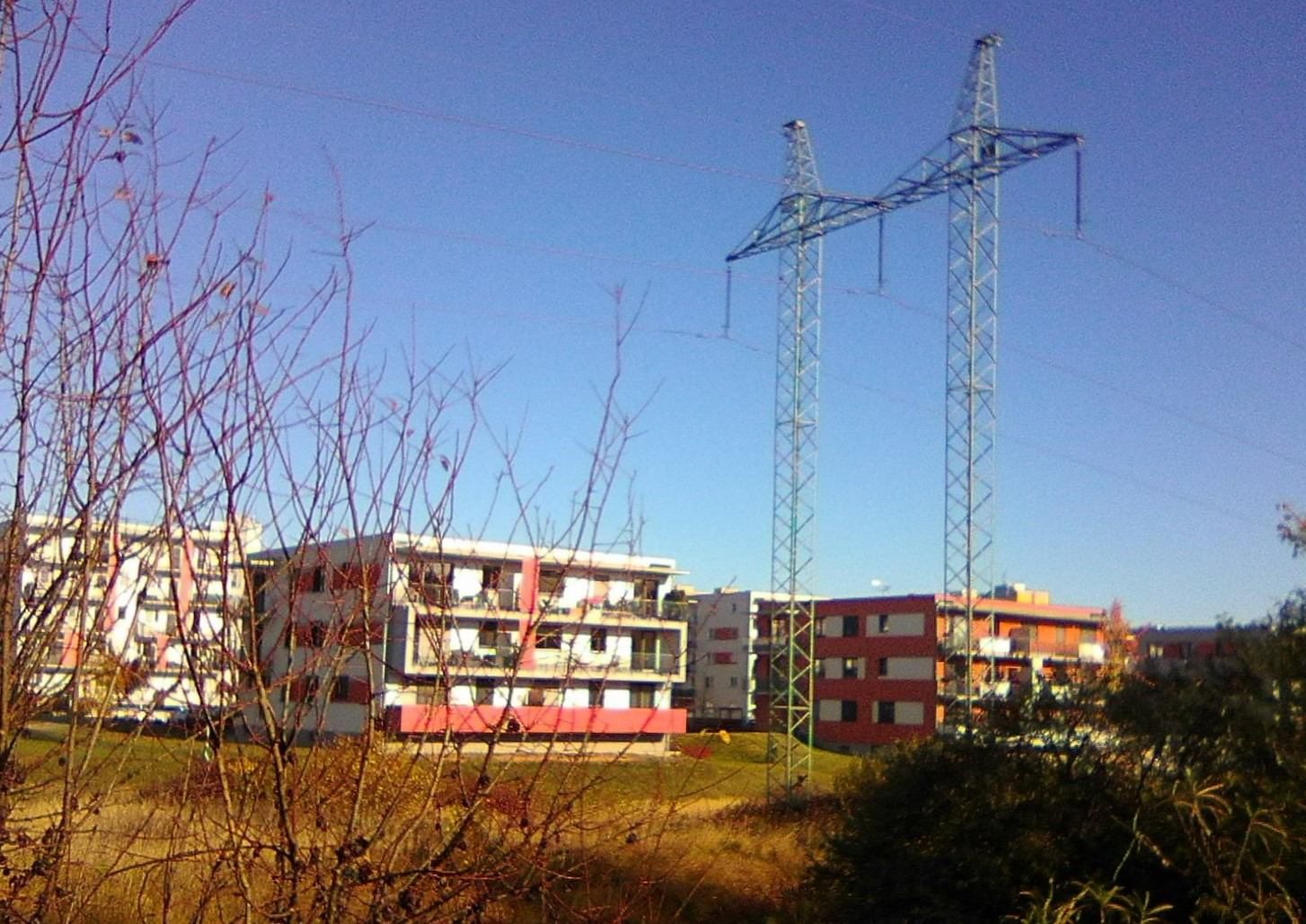
Milíčovský háj – rok 2021

Milíčovský háj byl postaven na loukách, které zásobovaly vodou rybníky chráněného území Milíčovského lesa. Stavbu realizovala společnost Skanska.
Výstavba nových bytových objektů probíhá na Hájích průběžně a to nejen v prolukách mezi domy, plánován je i areál „Lázně v Praze“ poblíž hostivařské přehrady na 27 ha zelených ploch této městské části.

## Služby

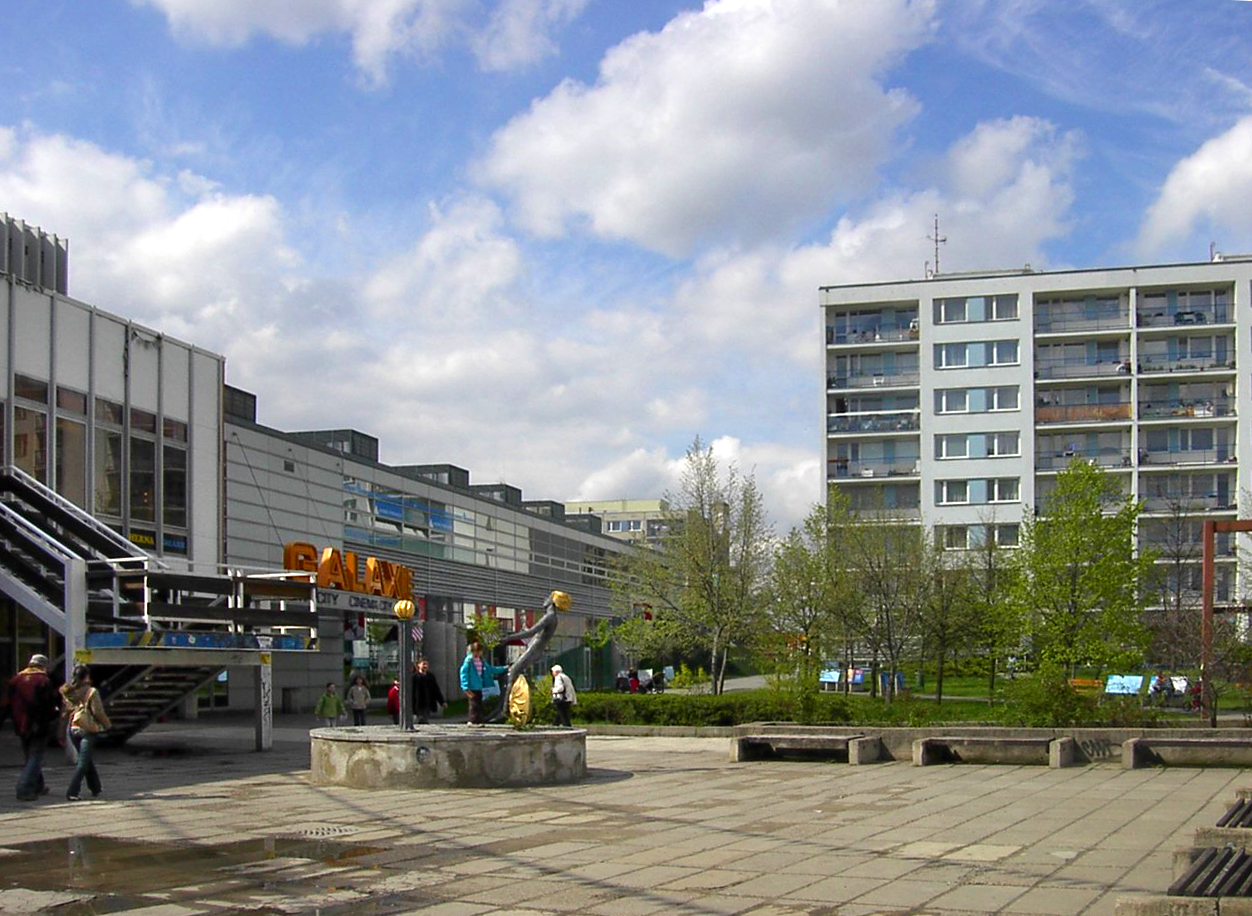
Bývalé multikino Cinema City Galaxie na Hájích – rok 2006

Zprvu zde byly 2 základní a 1 zvláštní škola a působily tu 3 střední školy. Obchodů je dostatek, najdeme zde několik supermarketů, jmenovitě Albert, Normu, Lidl, a několik menších obchodů s potravinami a různými doplňky, kupříkladu Žabku, Mova market, Fazolku, Zdravou výživu Lupínek, MůjObchod, Ovoce a zeleninu a trafiku Relay, která se nachází v prostorách metra. Billa v oblasti též působí, avšak pouze v podobě Billa Stop and Shop, jenž funguje jako součást čerpací stanice Shell. V sousedství Hájů se v listopadu 2005 otevřelo tehdy největší nákupní centrum v ČR – Westfield Chodov (přes 210 obchodů). Multikino Cinema City Galaxie (u stanice metra Háje) bylo dne 18. září 2019 kvůli novému megaplexu Westfield Chodov uzavřeno. Kulturní centrum Zahrada se nenachází na Hájích, je na Chodově. Pobočka Městské knihovny s artotékou je na Opatově. Zdravotnictví je zastoupeno poliklinikou Opatovská na Opatově a v ulici Hviezdoslavova pak komplexem Palas Athéna.

## Doprava a zaměstnání

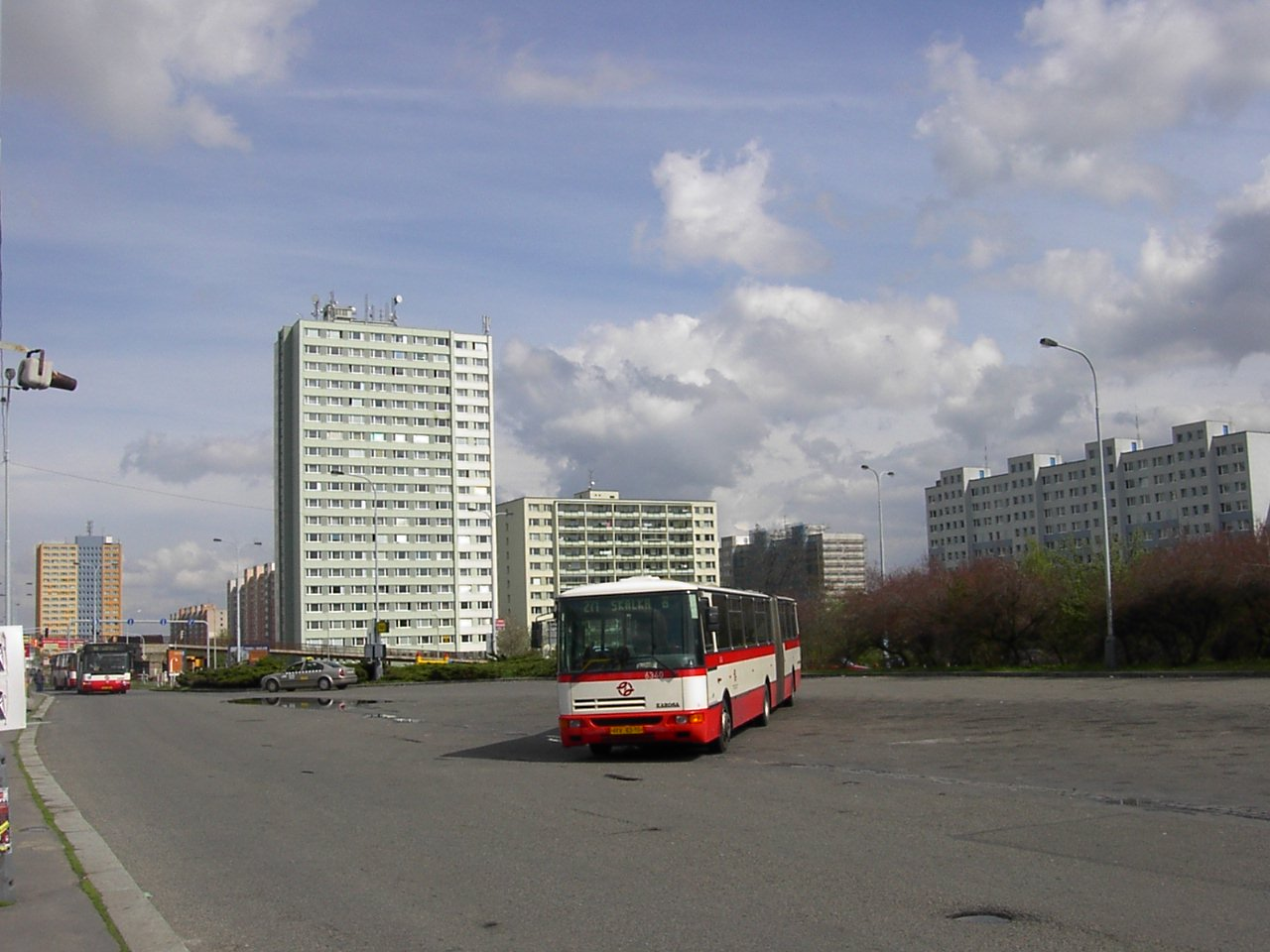
Terminál autobusové dopravy u stanice metra Háje a výškový dům Bajkonur v Opatovské ulici – rok 2006

Hromadnou dopravu dostatečně zajišťuje linka metra C, která byla na Hájích otevřena po pětileté výstavbě 7. listopadu 1980 a v roce 2004 prošla rekonstrukcí. Ze stanice Háje trvá cesta do centra (stanice Muzeum) cca 20 minut. Stanice Háje je dlouhodobě koncovou stanicí. Uvažovalo se o prodloužení trasy přes Petrovice do Uhříněvsi, ale do územního plánu nebyl tato stavba nikdy zanesena. 
U konečné stanice metra trasy C Háje byl vybudován přestupní uzel na autobusy. Ty zajišťují spojení ve směrech Chodov, Vršovice, Záběhlice, Žižkov, Krč, Michle, Braník, Hostivař, Malešice, Strašnice, Petrovice, Pitkovice, Horní Měcholupy, Křeslice, Lipany, Uhříněves, Dolní Měcholupy, Dubeč, Běchovice a Černý Most a lokální dopravu po Jižním Městě. 
V rámci pražské integrované dopravy je zde stanoviště příměstských autobusových linek například do Kutné Hory, Kostelce nad Černými lesy, Říčan, Jevan, Ondřejova i jinam. 
Lidé cestující do centra nebo po Praze z Hájů autem většinou využívají dálnici D1, která přechází v severojižní magistrálu. Pracovní příležitosti jsou na Hájích omezené, za prací se dojíždí do jiných městských částí. Parkování na Hájích je bezplatné.  

## Umělecká výzdoba

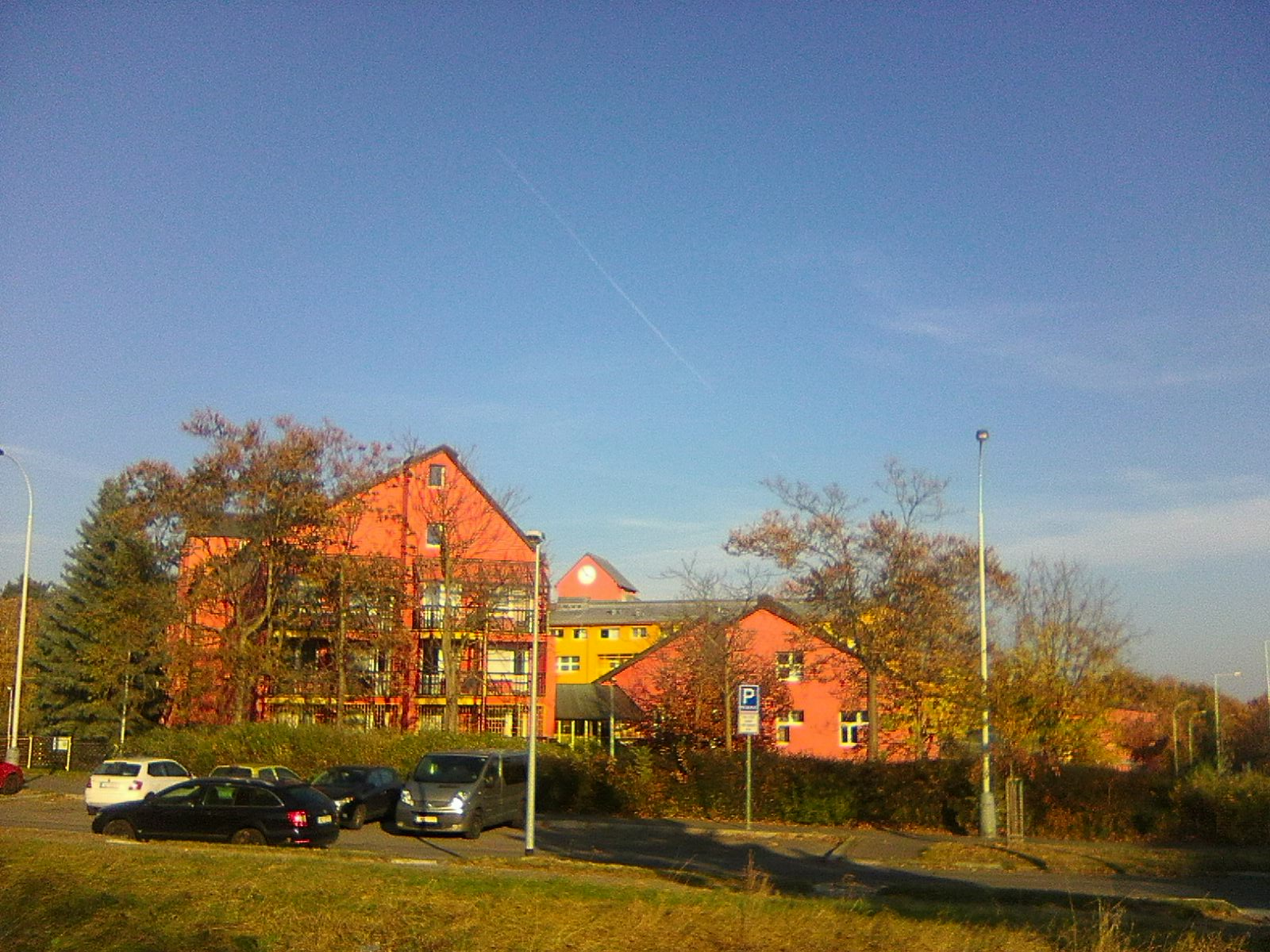
Dům pro seniory (vlastníkem je Magistrát hl. města)

- Kosmonauti[7] – Jan Bartoš, 1979, bronz, u výstupu metra Háje (původní název stanice byl Kosmonautů), ulice Opatovská, sídliště Jižní Město, Praha 11.
- Den, noc, a čas – Olbram Zoubek, Arkalycká, Háje, sídliště Jižní Město, Praha 11, cement, 80. léta. (odstraněno po roce 2011 novým vlastníkem, společností Thesea CZ)